# 코넛과 스트래선 공작 아서
코넛과 스트래선 공작 아서 (Prince Arthur, Duke of Connaught and Strathearn, 1850년 5월 1일 ~ 1942년 1월 16일)는 영국의 왕족이자 육군 군인이다. 1911년부터 1916년까지 10번째 캐나다 총독을 지냈다. 빅토리아 여왕과 작센코부르크고타의 앨버트 공의 삼남이자 에드워드 7세의 동생이다.
아서는 1850년 5월 1일 버킹엄 궁전에서 태어났다. 16세 때 왕립 육군 사관학교에 들어간 것을 시작으로 군인의 길을 걸었으며 왕립 육군 사관학교를 졸업하고 영국 육군 준위를 지냈다. 1911년에서 1916년 사이에는 10대 캐나다 총독직을 수행하기도 하였다. 1890년, 1906년, 1912년, 1918년의 네번에 걸쳐 일본을 방문하였으며, 1906년에 에드워드 7세를 대신해 방문했을 때에는 메이지 천황에게 가터 훈장을 전달했다. 프로이센 공주 루이제 마르가레타와 결혼하였다. 작위는 아들 아서의 외아들이었던 손자 앨러스터가 이었으나 앨러스터가 요절하면서 다시 왕실로 귀속되었다. 